# NGC 3813
NGC 3813 (другие обозначения — UGC 6651, MCG 6-26-19, ZWG 186.24, PGC 36266) — спиральная галактика (Sb) в созвездии Большой Медведицы. Открыта Уильямом Гершелем в 1785 году.
NGC 3813 — небольшая спиральная галактика нерегулярной формы, спирали имеют клочковатый вид. В экспоненциальном профиле поверхностной яркости в диске на расстоянии 4,6 кпк от центра наблюдается излом, после которого убывание яркости становится более быстрым. После 7,5 кпк оно снова замедляется, кроме того, там же изофоты становятся менее эллиптическими.
Этот объект входит в число перечисленных в оригинальной редакции «Нового общего каталога».